# Kabel-Zuführgerät
Das Kabel-Zuführgerät auch PreFeeder oder Feeder ist ein in der Kabelverarbeitungs-Industrie wichtige Maschine. Sie ermöglicht es den Nachfolgegeräten (Tintenstrahldrucker, Heißprägegerät, Coditherm (Drucker), Abläng- und Abisolierautomaten usw.) das Kabel zugfrei zu verarbeiten. Es gibt Kabel-Zuführgeräte in den verschiedensten Größen und Ausführungen. Vom Tischmodell für Rollen ab 250 mm Durchmesser und Bobinen bis 20 kg und Geräte für Bobinen-Durchmesser von 800 mm und 200 kg.

## Kombinationsmöglichkeiten
Kabel-Zuführgerät – Tintenstrahldrucker – Abläng- und Abisolierautomat – Kabelwickelgerät.
Kabel-Zuführgerät – Heißprägegerät – Abläng- und Abisolierautomat – Kabelwickelgerät.
Kabel-Zuführgerät – Coditherm – Abläng- und Abisolierautomat – Kabelwickelgerät.